# Баянгольское сельское поселение (Закаменский район)
Се́льское поселе́ние «Баянгольское» (бур. Баян Голын hомон) — муниципальное образование в Закаменском районе Бурятии Российской Федерации.
Административный центр — село Баянгол.

## История
Статус и границы сельского поселения установлены Законом Республики Бурятия от 31 декабря 2004 года № 985-III «Об установлении границ, образовании и наделении статусом муниципальных образований в Республике Бурятия»

## Население
| 2011  | 2012  | 2013  | 2014  | 2015  | 2016  | 2017  |
| ----- | ----- | ----- | ----- | ----- | ----- | ----- |
| 1332  | ↘1317 | ↘1268 | ↘1230 | ↘1197 | ↘1151 | ↘1112 |
| 2018  | 2019  | 2020  | 2021  | 2023  | 2024  |       |
| ↗1142 | ↘1111 | ↘1087 | ↘968  | ↘927  | ↘903  |       |

## Состав сельского поселения
| № | Населённый пункт | Тип населённого пункта       | Население |
| - | ---------------- | ---------------------------- | --------- |
| 1 | Баянгол          | село, административный центр | ↘903      |